# Pere de Verona
|  | «Sant Pere Màrtir (sant)» redirigeix aquí. Vegeu-ne altres significats a «Sant Pere». |

Pere de Verona, conegut com a Sant Pere Màrtir o Pere Veronès (Verona, 29 de juny de 1205 - camí de Como a Milà, 6 d'abril de 1252) fou un frare dominic i inquisidor. És venerat com a sant per l'Església catòlica.

## Biografia
Era fill d'una família de càtars, la qual cosa va marcar la seva educació. Va estudiar a la universitat de Bolonya i va ingressar a l'Orde de Sant Domènec, de la mà del mateix Sant Domènec de Guzmán el 1221.
Va lluitar contra l'heretgia càtara i es va consagrar a la formació dels laics, la difusió del culte a la Mare de Déu i la creació d'institucions per a la defensa de la fe catòlica. Va ser nomenat Inquisidor de Llombardia i prior a Como. Des de llavors, va predicar per tot Itàlia.
Va morir assassinat un dissabte de Pasqua, al camí de Como a Milà. L'assassí, Pietro de Balsamo, va penedir-se i ingressà a l'orde dominicà. El seu cos va ser enterrat a la basílica de San Eustorgi de Milà on, a la capella Portinari, s'alça el seu sepulcre monumental, obra destacada de Giovanni di Balduccio.

## Veneració
La seva canonització, als 337 dies de la seva mort, ha estat la més ràpida de la història. Innocenci IV va argumentar-ne la devoció, humilitat, obediència, benvolença, paciència i caritat, a més de la defensa de la fe.
Una tradició catalana, sense fonament històric, deia que Sant Pere Màrtir era frare del convent dominic de Balaguer i que havia estat inquisidor general de l'Urgell.

## Iconografia
Se'l representa vestit amb l'hàbit de l'orde dominicà: túnica blanca i mantell negre. A més, és fàcil reconèixer-lo perquè com a atribut més característic porta un ganivet clavat al cap i, a vegades, també una daga o espasa clavada al pit. Amb les mans pot portar així mateix un llibre i la palma dels màrtirs cenyida amb tres corones (igual que Sant Ramon Nonat).
Al seu sepulcre, obra de Giovanni di Balduccio que es troba a la basílica de Sant Eustorgi de Milà hi ha vuit relleus que representen els episodis més destacats de la seva hagiografiaː (1) assassinat de Sant Pere Màrtir (2) Exposició del seu cos a la veneració pública per iniciativa del bisbe Lleó de Perego (3) El Papa Innocenci III lliura al superior dels dominics el decret de canonització (4) Miracle d'una tempesta que es va calmar quan els tripulants d'un vaixell en perill es van encomanar al sant (5) Trasllat del cos del sant (6) Miracle de la curació d'un mut que va poder parlar (7) Miracle del núvol que el va protegir dels raigs del sol i (8) curació miraculosa d'un epilèptic durant la visita a un hospital.
Obresː 
- Retaule de Sant Pere Màrtir, pintura sobre taula del primer terç del segle xiv (MNAC)[3]

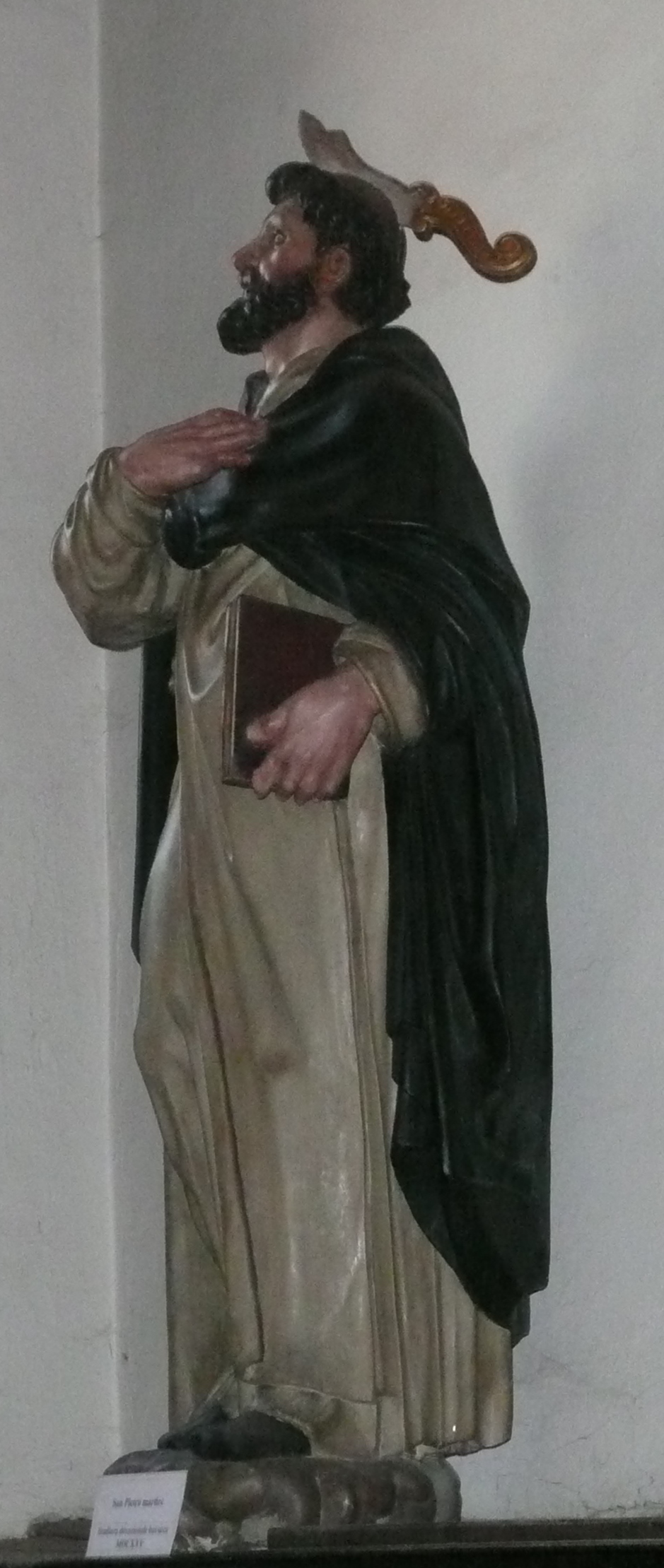
Sepulcre de Sant Pere Màrtir a la basílica de Sant Eustorgi de Milà, obra de Giovanni di Balduccio (segle xiv)
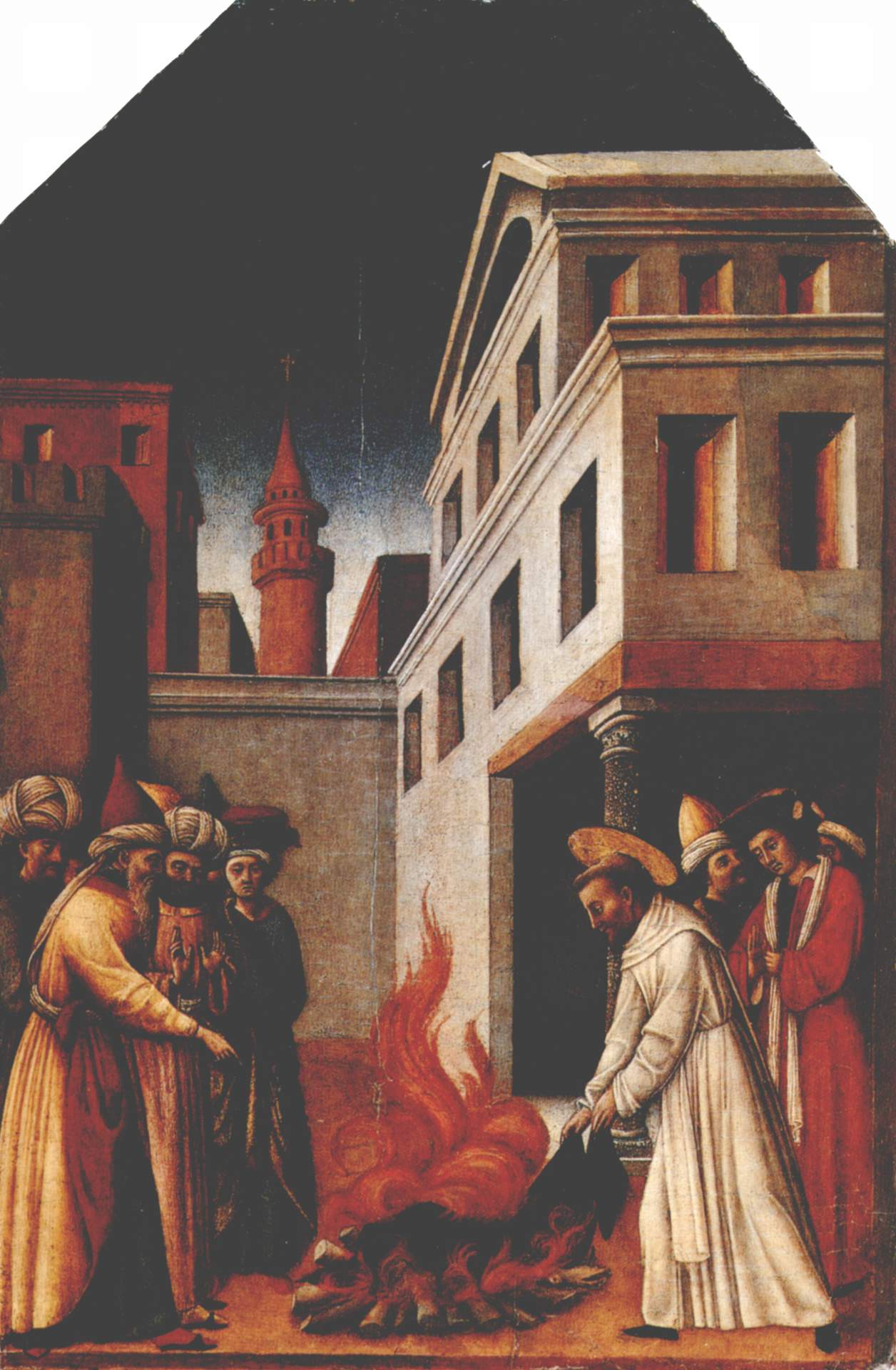
Miracle del foc per Antonio Vivarini
Martiri del sant, pel Domenichino
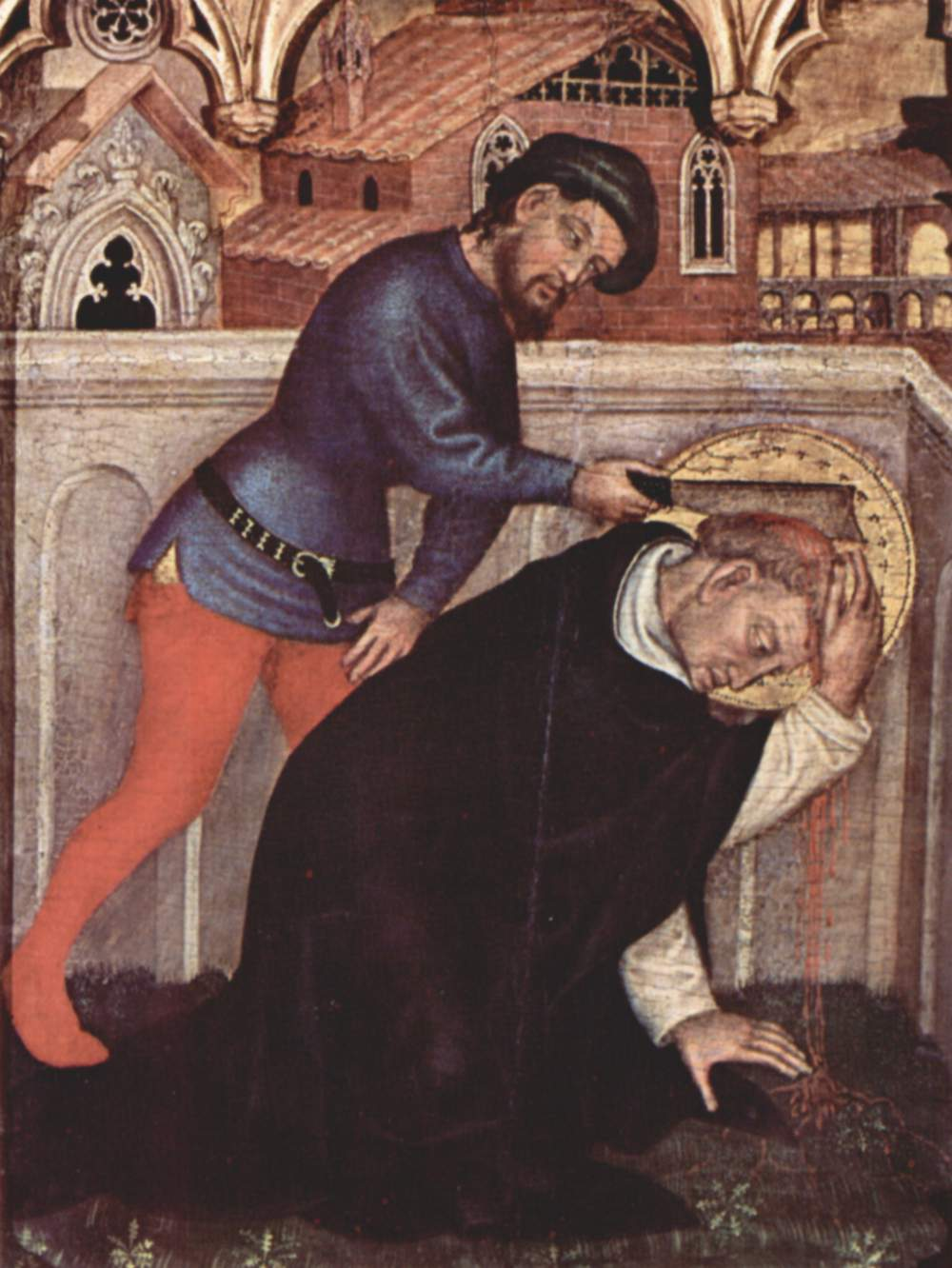
Martiri del sant, per Gentile de Fabriano, ca. 1400 (Milà, Pinacoteca Brera)

- Tríptic de Sant Pere Màrtir i Sant Pere Màrtir demanant silenci, dues obres de Fra Angelico, al Museu de Sant Marc de Florència
- Retaule de Sant Pere Màrtir procedent del convent de Sant Tomàs d'Àvila, obra de Pedro Berruguete de 1493-99 (Museu del Prado)[4]
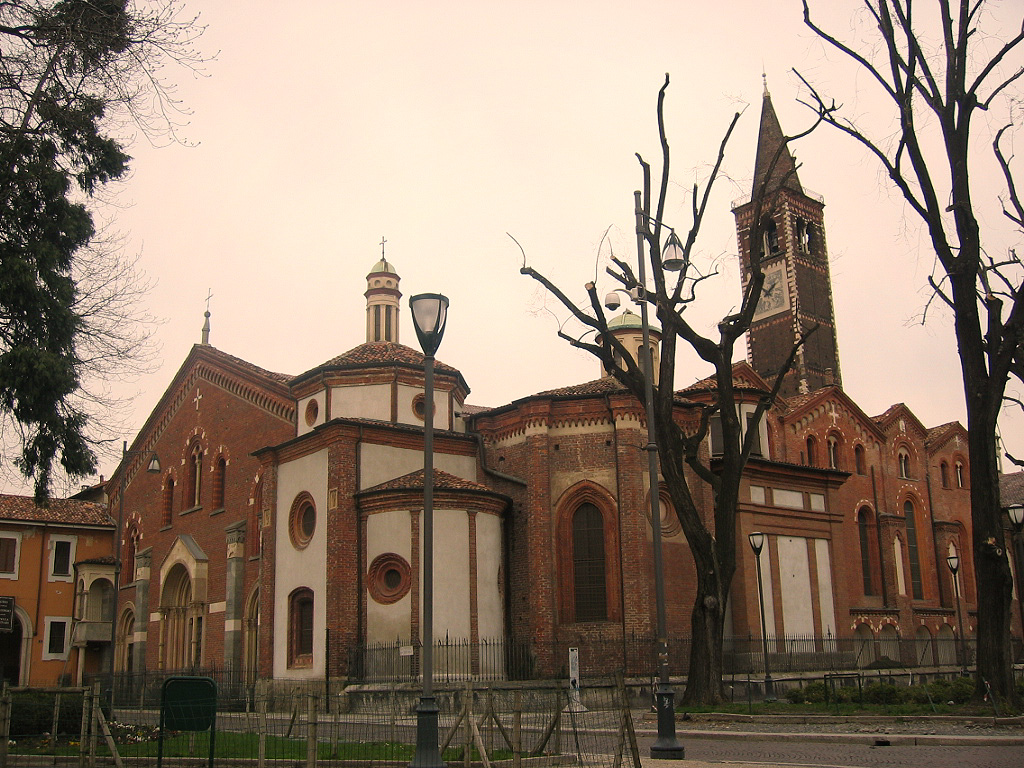
Sant Pere Màrtir amb Sant Nicolau i Sant Benet, obra de Cima da Conegliano (1505-1506). Pinacoteca de Brera, Milà
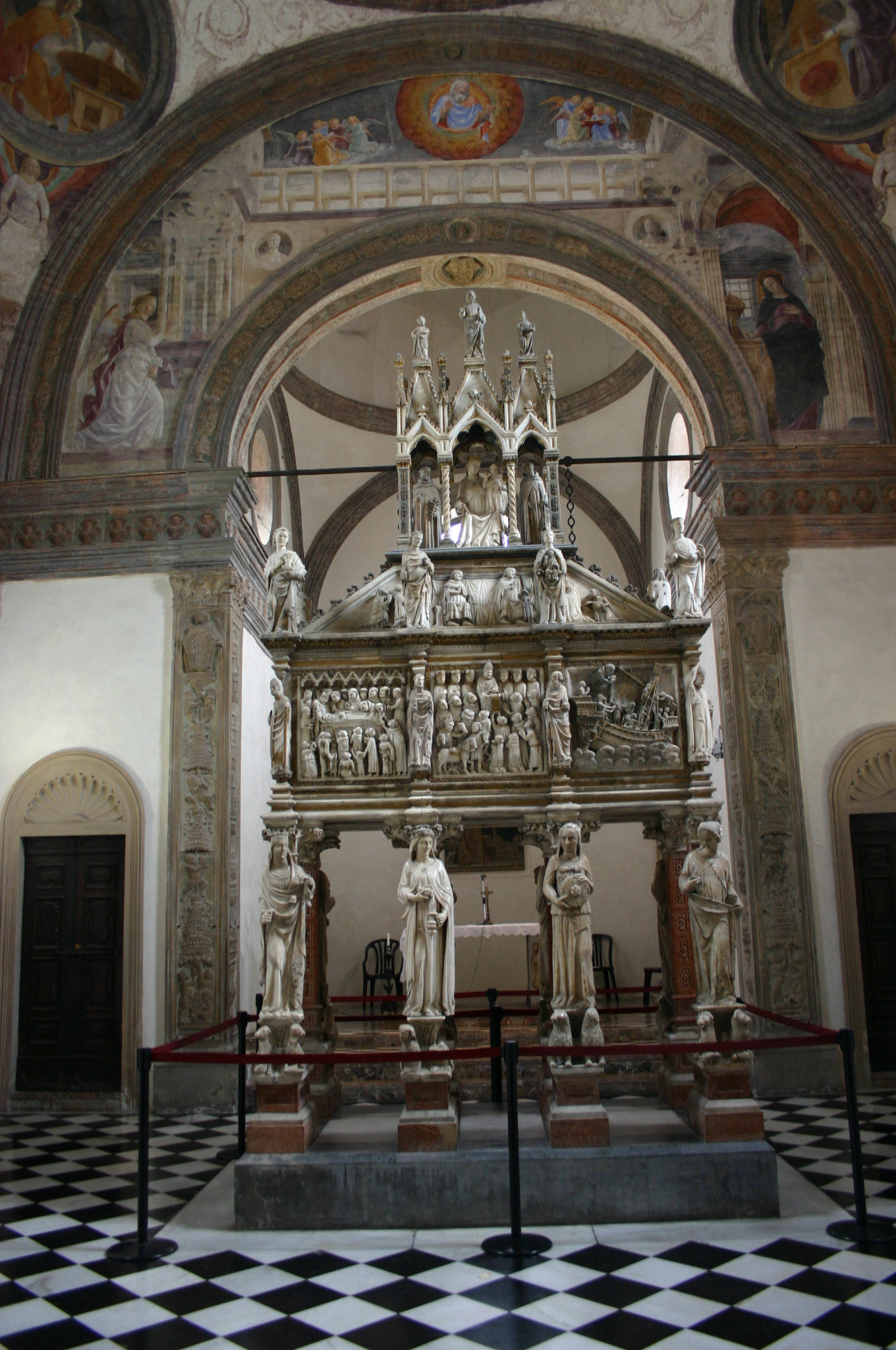
Assassinat de Sant Pere Màrtir, obra de Giovanni Bellini (cap a 1507) a la National Gallery de Londres
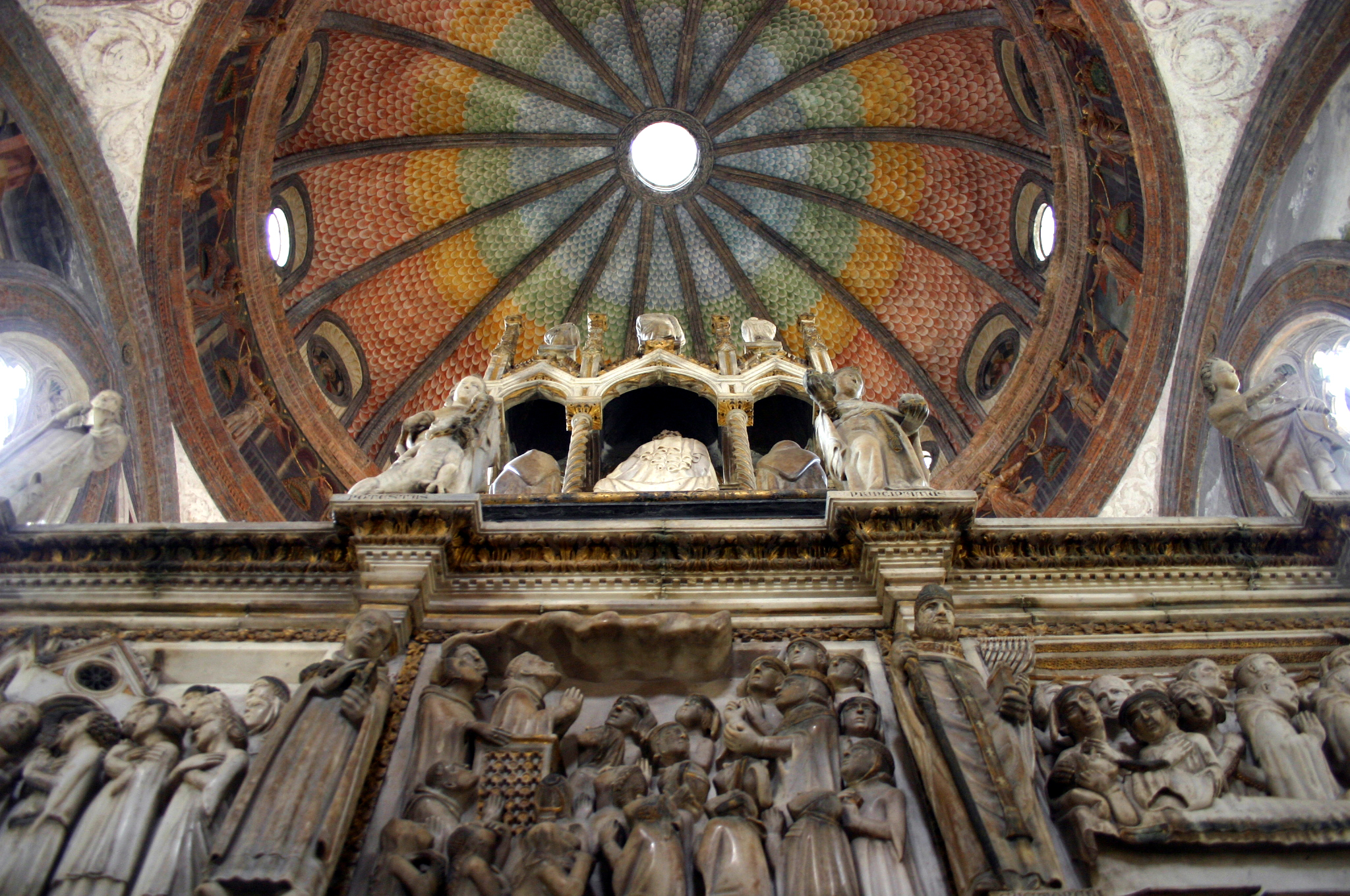
La tomba del sant i la cúpula de la Capella Portinari
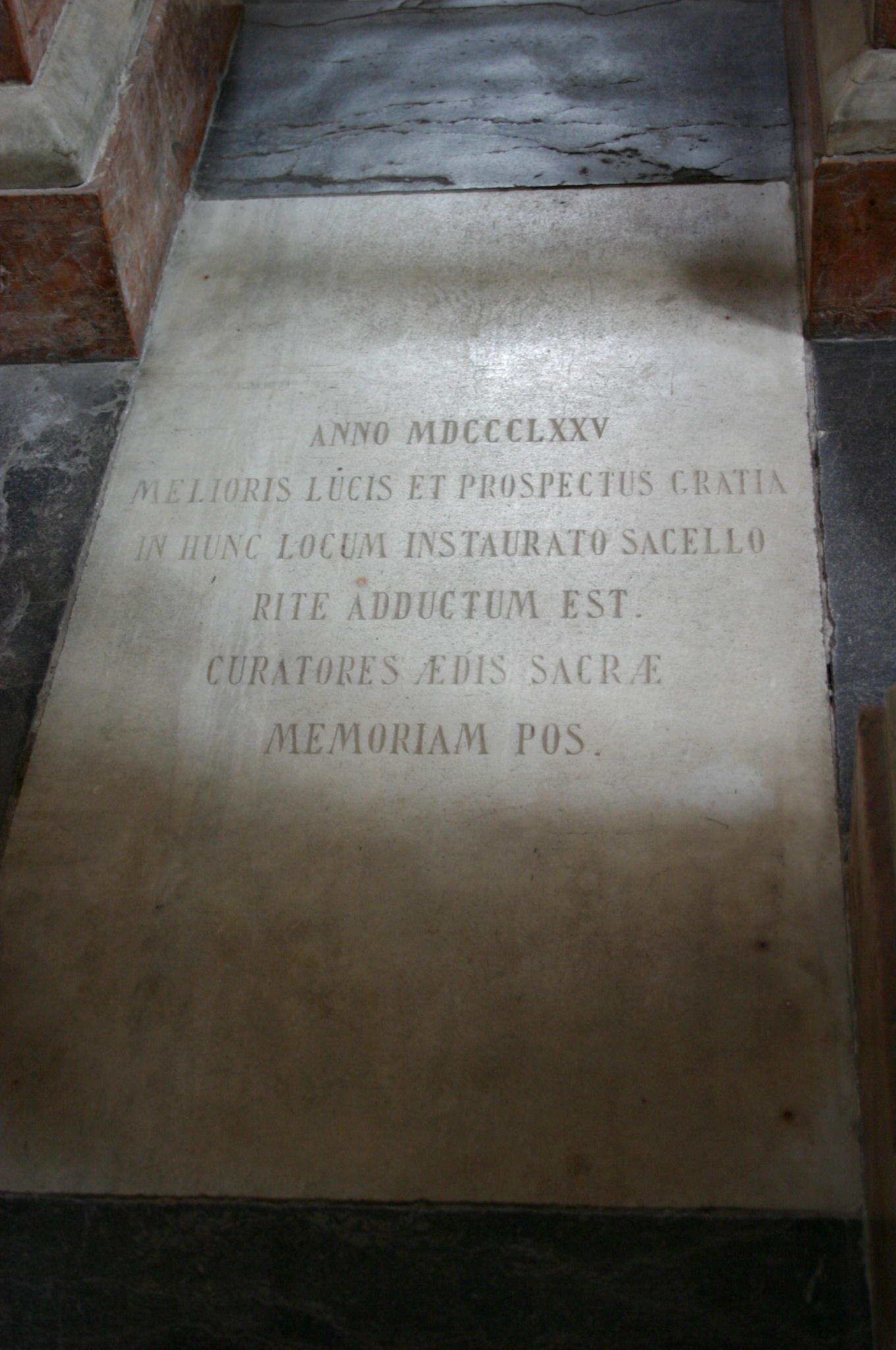
Inscripció al sepulcre del sant

- Pintura a l'oli sobre fusta de Lluís Gaudin (c. 1616, MNAC, dipòsit de la Reial Acadèmia Catalana de Belles Arts de Sant Jordi)
- Sant Pere Màrtir, pintura d'Il Guercino (1646-47) a la Pinacoteca Nacional de Bolònia